# Elizabeth (1914)
Pour les articles homonymes, voir Élisabeth.
L'Elisabeth est une goélette à trois mâts néerlandaise à coque acier construit entre 1913 et 1914.

## Caractéristiques
D'une longueur totale de 41 m, pour un maitre-bau de 6,9 m, l'Elizabeth dispose d'un tirant-d'eau de 1,45 m.
Pour se déplacer le navire possède d'un moteur auxiliaire diesel Gardner de 200 chevaux. Son gréement est constitué de 7 voiles auriques totalisant 445 m2. La vitesse de croisière du navire est de 10 nœuds sous voiles et de 8 nœuds au moteur.
Il dispose de 3 membres d'équipage pour 20 à 34 passagers.

## Historique
À son lancement le 30 avril 1914, l'Elizabeth est équipé de deux mâts et d'un fond plat pour naviguer en rivière ou avec peu de fond. Dans les années 30 puis les années 60 le navire est équipé d'un moteur, les mâts sont retirés et le navire est utilisé comme cargo uniquement au moteur jusqu'en 1990.
En 1990, son nouveau propriétaire, Jan Bruinsma, l'arme en goélette à trois mâts pour effectuer des croisières de luxe, son port d'attache est Lemmer.
La société Tallship Company fait son acquisition en 1991 et le base à Freneker (Pays-Bas).